# San Jorge (Huesca)
San Jorge es una localidad española perteneciente al municipio de Almudévar, en la Hoya de Huesca, provincia de Huesca (Aragón). Situado junto a la autovía A-23, a 45 km de Zaragoza y 27 de Huesca, el pueblo está comunicado con Tardienta (a 9 km) y la comarca de Los Monegros a través de una carretera secundaria. Bordean el pueblo la Línea de alta velocidad Zaragoza–Huesca y las líneas de ferrocarril convencional Zaragoza-Huesca-Canfranc y Zaragoza-Lérida, siendo su estación de referencia Tardienta.

## Historia
El pueblo fue construido por el Instituto Nacional de Colonización en el año 1957, según diseño del arquitecto zaragozano José Borobio.
Junto a él se situaba la estación de ferrocarril Almudévar, que fue destruida en 1999 en el contexto de la realización de las obras de la línea de alta velocidad Zaragoza-Huesca. Hasta el final de la década de 1990 este apeadero era parada de algunos de los trenes regionales Zaragoza-Huesca-Canfranc o Zaragoza-Lérida.
El 22 de abril de 2007, el que fuera perito agrícola del pueblo, Modesto Aso, descubría una placa en la plaza Francisco de los Ríos, conmemorando los 50 años del pueblo.[cita requerida]

## Religión
Forma parte del conjunto del pueblo la ermita de la Violada (su nombre deriva de Vía Lata). En el interior de la ermita se encontraba la imagen de la Virgen del mismo nombre, que fue robada en 1984 y repuesta el mismo año por la actual. Comparte este culto con la localidad cercana de Gurrea de Gállego.
El patrón del pueblo es San Jorge, que aparece representado en la pintura mural de la iglesia y en su veleta. La pintura fue compuesta en estilo neocubista por José Baqué Ximénez con el tema de San Jorge luchando contra el dragón.[cita requerida]

## Demografía
| Año        | 1957 | 1958 | 1959 | 1960 | 1961 | 1962 | 1963 |      |      |      |      |      |      |      |      |      |      |      |
| Familias   | 7    | 10   | 14   | 20   | 21   | 38   | 43   |      |      |      |      |      |      |      |      |      |      |      |
| Año        | 1970 | 1982 | 1991 | 2000 | 2001 | 2002 | 2003 | 2004 | 2005 | 2006 | 2007 | 2008 | 2009 | 2010 | 2011 | 2012 | 2013 | 2016 |
| Habitantes | 242  | 188  | 143  | 135  | 131  | 128  | 118  | 124  | 122  | 127  | 127  | 132  | 134  | 138  | 135  | 134  | 134  | 123  |

## Fiestas
Las fiestas mayores son en torno a los días 22 y 23 de abril, en honor a San Jorge, con diversos actos;[cita requerida] y las fiestas menores son el último domingo de septiembre, en honor a la Virgen de la Violada, y su principal acto es la procesión hasta la ermita acompañados por los vecinos de Gurrea de Gállego y los danzantes de dicho pueblo.

## Deportes
El Club de Fútbol San Jorge, fundado en 1982, que milita en las categorías regionales, es el equipo del pueblo.
El 31 de diciembre de 2007 se celebra la I San Silvestre popular en San Jorge, con gran número de participantes.[cita requerida]